# Bildein
Bildein (ungarisch Beled) ist eine Gemeinde im Burgenland im Bezirk Güssing  in Österreich  mit 348 Einwohnern (Stand 1. Jänner 2024), von denen gut 4 % der burgenlandungarischen Volksgruppe angehören. Die Gemeinde ist Teil des Naturparks in der Weinidylle.

## Geografie
Die Gemeinde liegt im Südburgenland an der Pinka, rund 25 Kilometer nordöstlich von Güssing an der Grenze zu Ungarn. Beinahe zwei Drittel der Fläche werden landwirtschaftlich genutzt, über ein Viertel ist bewaldet.

### Gemeindegliederung

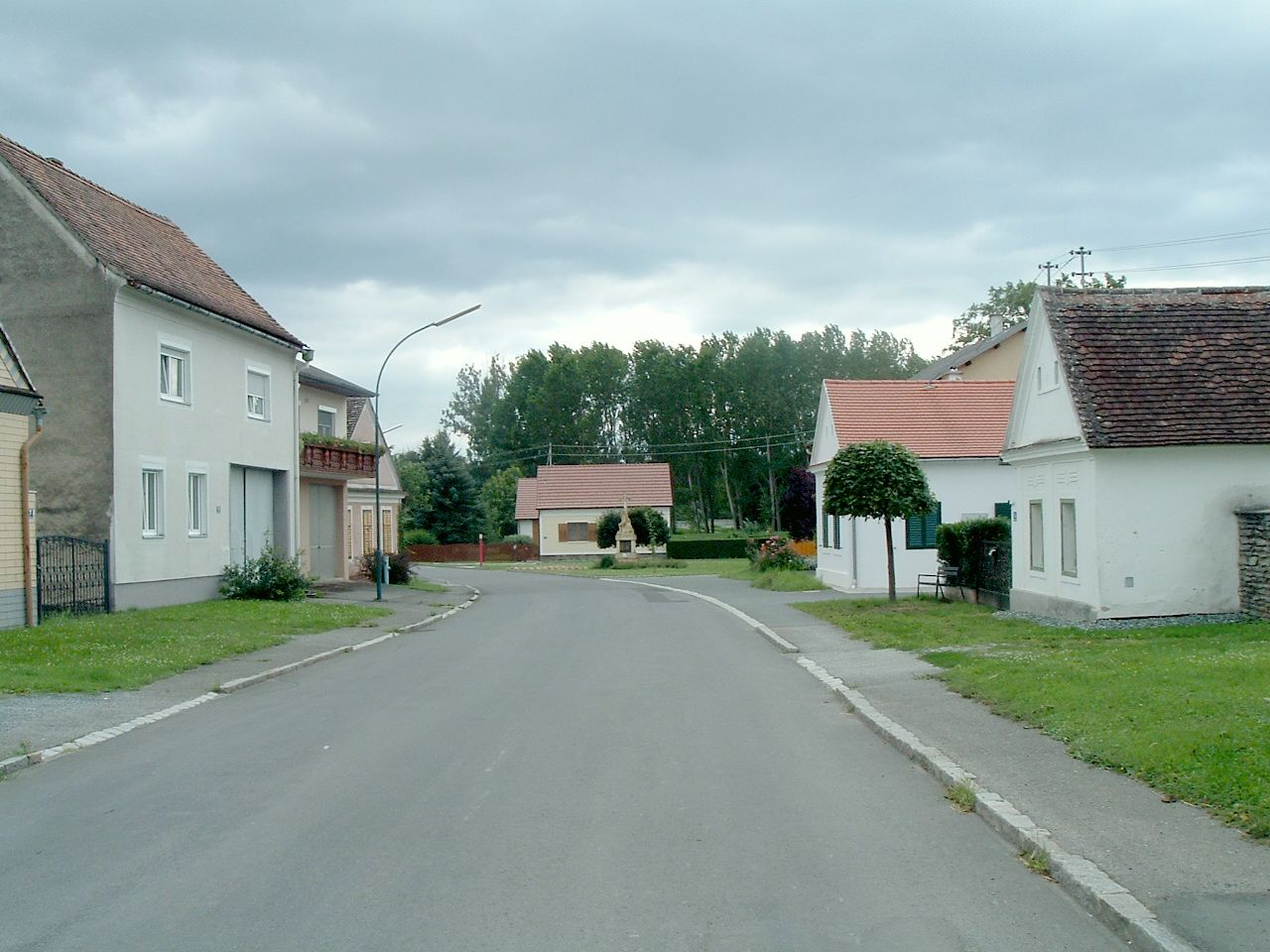
Straße in Oberbildein

Das Gemeindegebiet umfasst folgende zwei Ortschaften (in Klammern Einwohnerzahl Stand 1. Jänner 2024):
- Oberbildein (183)
- Unterbildein (165)

Die Gemeinde besteht aus den Katastralgemeinden Oberbildein und Unterbildein.

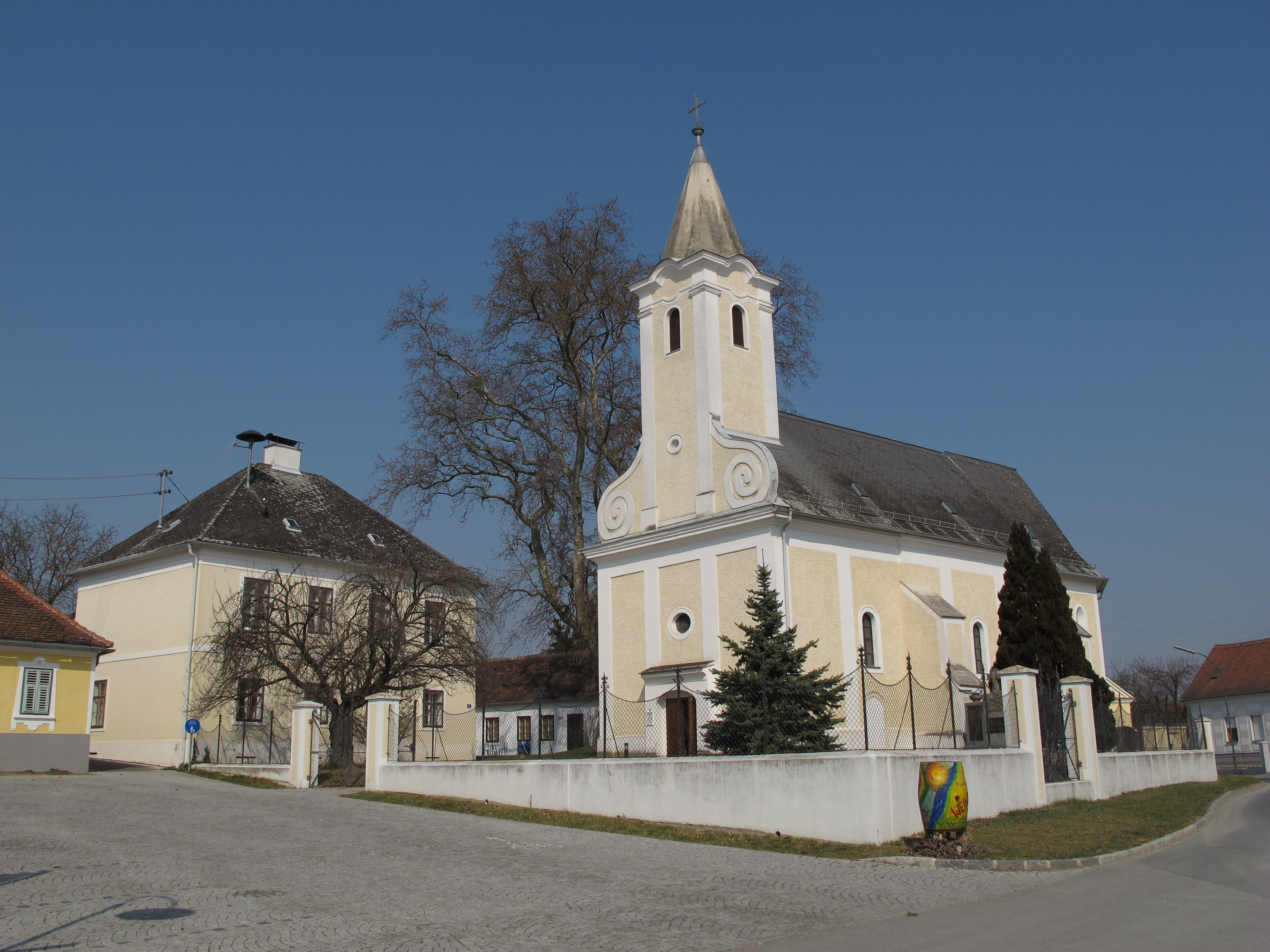
Pfarrkirche Bildein

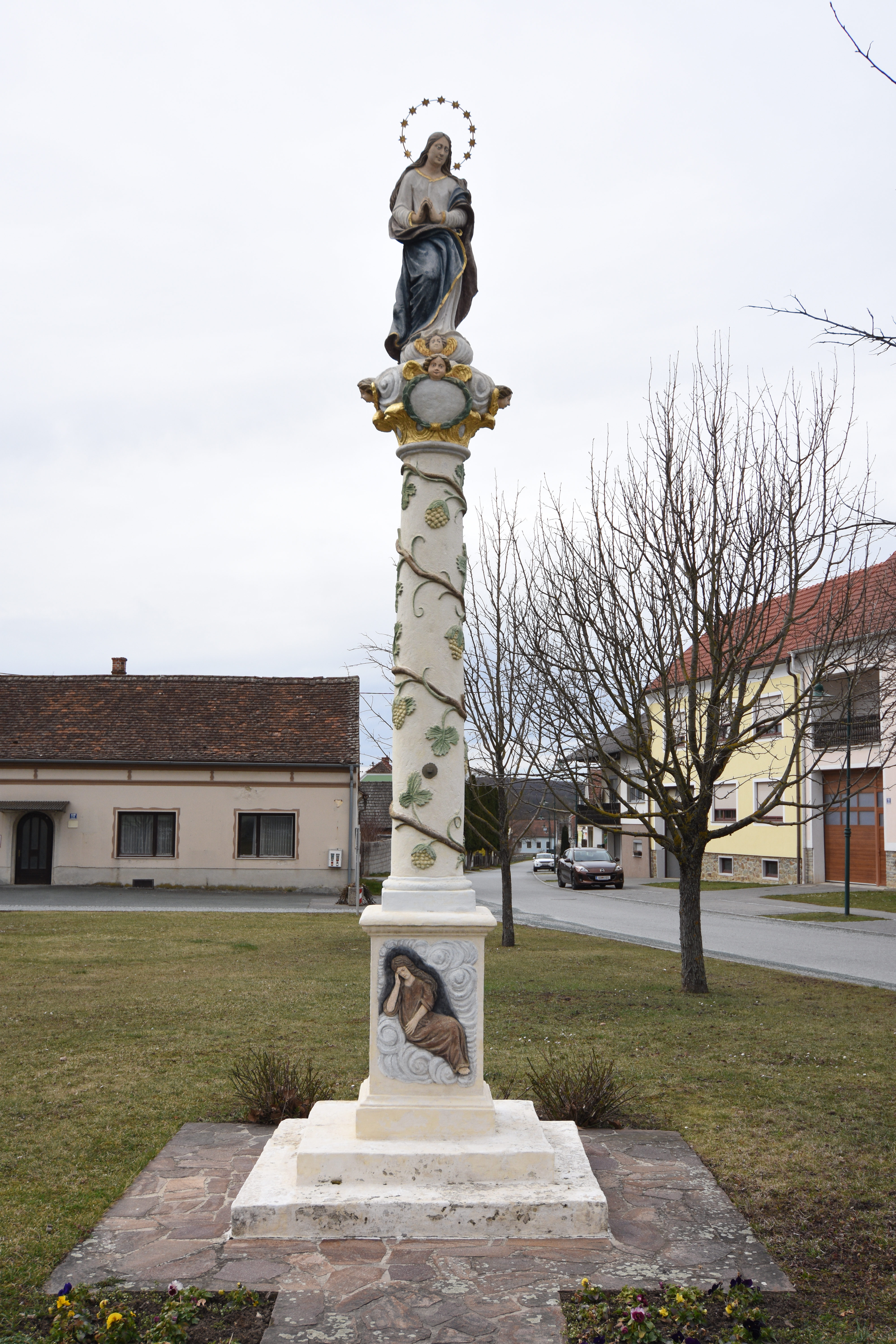
Die Mariensäule im Ortszentrum

### Nachbargemeinden
| Deutsch Schützen-Eisenberg (Bezirk Oberwart) |                                             |        |
|                                              | Kompassrose, die auf Nachbargemeinden zeigt | Ungarn |
| Eberau                                       |                                             |        |

## Geschichte
Archäologische Funde belegen eine menschliche Bau- und Siedlungstätigkeit im unteren Pinkatal vor ca. 7.500 Jahren. Später, zur Zeit des Römischen Reiches war die Gegend Teil der Provinz Pannonia superior. Während der nächsten Jahrhunderte kam es durch Völkerwanderung und Kriegswirren zu einem regelmäßigen Herrschaftswechsel (siehe Geschichte des Burgenlandes), bis die Gegend schließlich um 900 Teil des Großfürstentums Ungarn wurde.
Der Ort gehörte wie das gesamte Burgenland bis 1920/21 zu Ungarn (Deutsch-Westungarn). Seit 1898 musste aufgrund der Magyarisierungspolitik der Regierung in Budapest der ungarische Ortsname Beled verwendet werden. Der Name Belyd ist schon in einem Übereignungsbrief König Ludwig I. an Wilhelm Ellerbach 1369 bezeugt.
Nach Ende des Ersten Weltkriegs wurde nach zähen Verhandlungen Deutsch-Westungarn in den Verträgen von St. Germain und Trianon 1919 Österreich zugesprochen. Der Ort gehört de jure seit 1921 zum neu gegründeten Bundesland Burgenland (siehe auch Geschichte des Burgenlandes). Erst nach Befragungen durch eine alliierte Kommission wurden Ober- und Unterbildein 1922 endgültig Österreich zugesprochen.
1971 wurden Oberbildein und Unterbildein mit der Gemeinde Eberau vereinigt. Während alle anderen Orte bei Eberau verblieben, trennten sich Oberbildein und Unterbildein 1993 wieder von Eberau und bildeten die neue Gemeinde Bildein.

## Kultur und Sehenswürdigkeiten
- Katholische Pfarrkirche Bildein hl. Vitus
- In Bildein gibt es mit dem burgenländischen Geschichte(n)haus ein Museum, das die Geschichte des Burgenlandes seit 1921 vermittelt.
- Ein 2006 errichtetes, frei begehbares Labyrinth bildet die erste Station des Bildeiner Grenzerfahrungsweges.

### Jährliche Veranstaltungen
- Picture on festival
- ein Rockseminar

## Wirtschaft
Bildein ist vornehmlich landwirtschaftlich und vom Weinbau geprägt.

## Politik

### Gemeinderat
Der Gemeinderat umfasst aufgrund der Anzahl der Wahlberechtigten insgesamt 11 Mitglieder.
| Partei          | 2022             | 2022             | 2022             | 2017             | 2017             | 2017             | 2012             | 2012             | 2012             | 2007             | 2007             | 2007             | 2002             | 2002             | 2002             | 1997             | 1997             | 1997             |
| Partei          | Sti.             | %                | M.               | Sti.             | %                | M.               | Sti.             | %                | M.               | Sti.             | %                | M.               | Sti.             | %                | M.               | Sti.             | %                | M.               |
| --------------- | ---------------- | ---------------- | ---------------- | ---------------- | ---------------- | ---------------- | ---------------- | ---------------- | ---------------- | ---------------- | ---------------- | ---------------- | ---------------- | ---------------- | ---------------- | ---------------- | ---------------- | ---------------- |
| ÖVP             | 213              | 66,98            | 8                | 256              | 79,26            | 9                | 269              | 76,20            | 9                | 229              | 72,24            | 8                | 227              | 70,06            | 8                | 239              | 78,36            | 9                |
| SPÖ             | 105              | 33,02            | 3                | 67               | 20,74            | 2                | 84               | 23,80            | 2                | 88               | 27,76            | 3                | nicht kandidiert | nicht kandidiert | nicht kandidiert | 66               | 21,64            | 2                |
| BLB A1          | nicht kandidiert | nicht kandidiert | nicht kandidiert | nicht kandidiert | nicht kandidiert | nicht kandidiert | nicht kandidiert | nicht kandidiert | nicht kandidiert | nicht kandidiert | nicht kandidiert | nicht kandidiert | 94               | 29,01            | 3                | nicht kandidiert | nicht kandidiert | nicht kandidiert |
| FPÖ             | nicht kandidiert | nicht kandidiert | nicht kandidiert | nicht kandidiert | nicht kandidiert | nicht kandidiert | nicht kandidiert | nicht kandidiert | nicht kandidiert | nicht kandidiert | nicht kandidiert | nicht kandidiert | 3                | 0,93             | 0                | nicht kandidiert | nicht kandidiert | nicht kandidiert |
| Wahlberechtigte | 358              | 358              | 358              | 359              | 359              | 359              | 390              | 390              | 390              | 342              | 342              | 342              | 348              | 348              | 348              | 353              | 353              | 353              |
| Wahlbeteiligung | 91,62            | 91,62            | 91,62            | 93,04 %          | 93,04 %          | 93,04 %          | 92,82 %          | 92,82 %          | 92,82 %          | 94,74 %          | 94,74 %          | 94,74 %          | 94,25 %          | 94,25 %          | 94,25 %          | 90,08 %          | 90,08 %          | 90,08 %          |

### Bürgermeister
Bürgermeister war seit der Trennung von Eberau am 1. Jänner 1993 Walter Temmel (ÖVP). Wie bereits bei den früheren Wahlen, hatte Temmel auch bei der Bürgermeisterdirektwahl am 1. Oktober 2017 keinen Mitbewerber und wurde von 75,96 % der Wähler in seinem Amt bestätigt. Im Jahr 2022 wurde sein Parteikollege Zax ohne Gegenkandidat zum Bürgermeister gewählt.